# Zofia Wilhelmina z Saksonii-Coburga-Saalfeld
Sophie Wilhelmine (ur. 9 sierpnia 1693 w Saalfeld, zm. 4 grudnia 1727 w Rudolstadt) – księżniczka Saksonii-Coburga-Saalfeld i poprzez małżeństwo księżna Schwarzburg-Rudolstadt. Pochodziła z rodu Wettynów.
Była córka księcia Saksonii-Coburg-Saalfeld Jana Ernesta IV i jego drugiej żony księżnej Szarlotty Joanny.
8 października 1720 w Saalfeld poślubiła księcia Schwarzburga-Rudolstadt Fryderyka Antoniego. Para miała troje dzieci:
- Jana Fryderyka (1693-1767), kolejnego księcia Schwarzburga-Rudolstadt.
- księżniczkę Zofię Wilhelminę (1723-1723)
- księżniczkę Zofię Albertynę (1724-1799)